# Diego Garcia
L'isola di Diego Garcia è un atollo di 44 km², ed è la più grande dell'arcipelago delle isole Chagos, nell'Oceano Indiano, circa 1600 km a sud dell'India. L'isola è un Territorio britannico d'Oltremare e appartiene al Territorio Britannico dell'Oceano Indiano. Diego Garcia ospita installazioni navali e aeree degli Stati Uniti d'America.
I marinai portoghesi guidati da Pedro Mascarenhas furono i primi europei a scoprire l'isola, trovandola disabitata nel 1512. Dopo il fallimento di una colonia britannica nel 1786, i francesi iniziarono a utilizzare l'isola come lazzaretto e, a partire dal 1793, a coltivare il cocco mediante manodopera ridotta in schiavitù. Passò al dominio britannico dopo le guerre napoleoniche. Fu una delle "Dipendenze" della colonia britannica di Mauritius fino a quando le Isole Chagos ne furono distaccate per essere incluse nel Territorio britannico dell'Oceano Indiano creato nel 1965.
Nel 1966, la popolazione dell'isola era di 924 persone. Queste persone erano impiegate come lavoratori agricoli principalmente nelle piantagioni di copra di proprietà della società Chagos-Agalega. Sebbene i gestori delle piantagioni locali consentissero comunemente ai pensionati e ai disabili di rimanere nelle isole e di continuare a ricevere alloggio e razioni in cambio di lavori leggeri, i bambini dopo i 12 anni dovevano lavorare. Nel 1964, su una popolazione di 963 abitanti, solo 3 erano disoccupati.
Tra il 1968 e il 1973, i chagossiani furono forzatamente espulsi da Diego Garcia dal governo britannico in modo che sull'isola potesse essere stabilita una base militare statunitense. Molti furono deportati a Mauritius e alle Seychelles, dopo di che gli Stati Uniti costruirono la grande struttura di supporto navale Diego Garcia, che da allora è stata ininterrottamente operativa. Nel 2019, questa azione e la continuazione dell’amministrazione britannica dell’arcipelago sono state considerate illegali dalla Corte internazionale di giustizia dell’Aia. Tuttavia, gli inglesi hanno respinto questa sentenza in quanto non giuridicamente vincolante. Ad agosto 2018, Diego Garcia è l'unica isola abitata del TBOI; la popolazione è composta da personale militare e appaltatori di supporto. È una delle due basi statunitensi fondamentali nella regione dell'Indo-Pacifico, insieme alla base aeronautica di Guam.
L'atollo si trova a 3.535 km a est della costa della Tanzania, 1.796 km a sud-sud-ovest dalla punta meridionale dell'India e 4.723 km a ovest-nord-ovest della costa occidentale dell'Australia. Diego Garcia si trova sulla punta più meridionale della cresta Chagos-Laccadive, una vasta catena montuosa sottomarina con picchi costituiti da barriere coralline, atolli e isole che comprendono le Laccadive, le Maldive e l'arcipelago di Chagos. L'ora locale è UTC+6 tutto l'anno. Il prefisso telefonico assegnato è +246.

## Storia

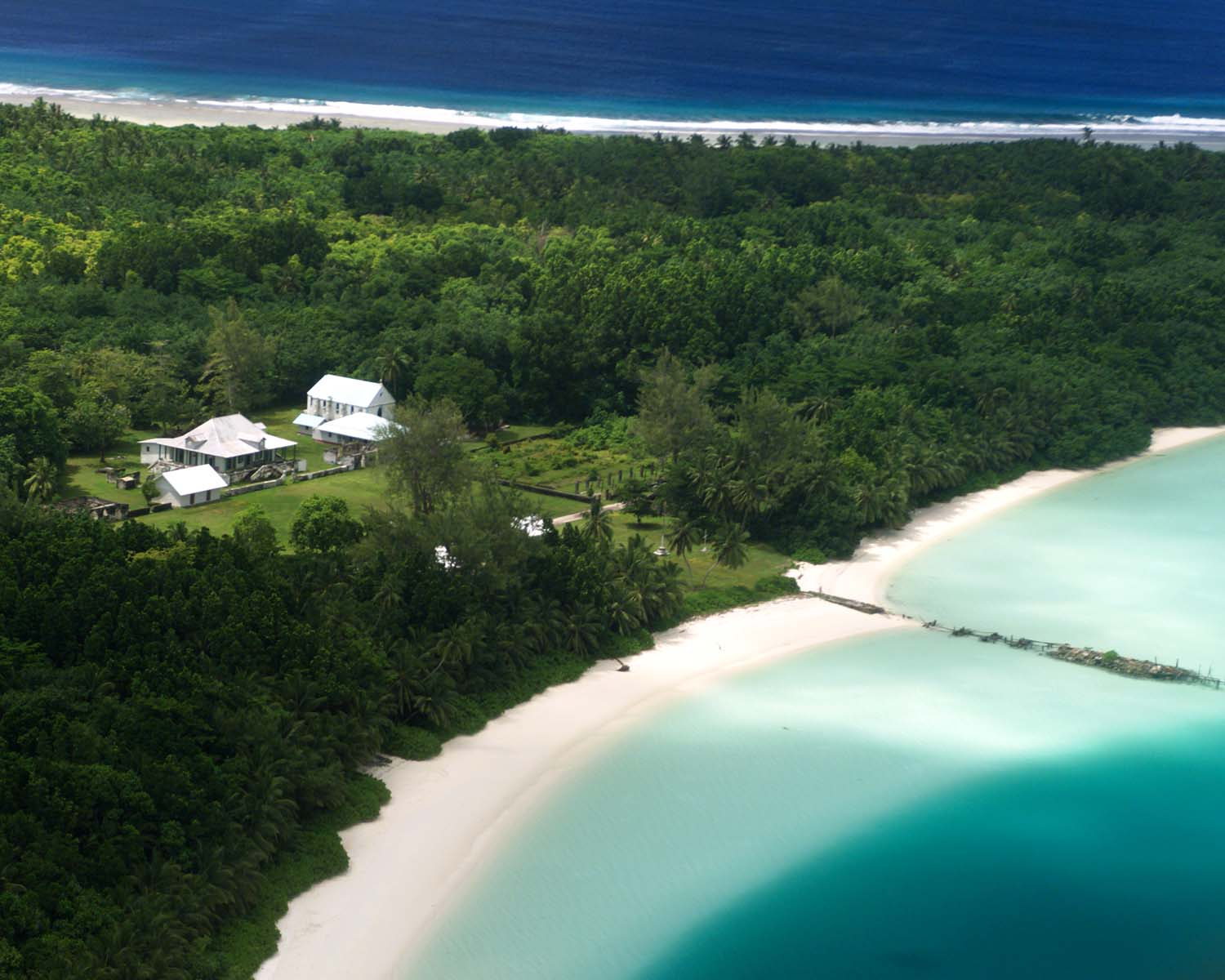
Piantagione di palma da cocco a East Point (antico capoluogo)

### Prima della scoperta europea
Non ci sono prove tangibili di contatto umano prima dell'arrivo degli europei. Secondo la tradizione orale delle Maldive meridionali, commercianti e pescatori occasionalmente si perdevano in mare e rimanevano bloccati su una delle isole Chagos. Alla fine furono salvati e riportati a casa. Tuttavia, i diversi atolli delle Chagos non hanno nomi individuali nella tradizione orale maldiviana.
Sono note poche informazioni sui contatti pre-europei a Diego Garcia. Le speculazioni includono visite durante la diaspora austronesiana intorno al 700 d.C., poiché alcuni sostengono che l'antico nome maldiviano delle isole provenisse dal malgascio. Gli arabi che raggiunsero le Laccadive e le Maldive intorno al 900 d.C. potrebbero aver visitato le isole Chagos.

### Scoperta europea
L'arcipelago fu scoperto nel 1512 dal navigatore portoghese Pedro Mascarenhas. Un'altra spedizione portoghese guidata da un esploratore spagnolo, Diego García de Moguer, riscoprì l'isola nel 1544 e le diede il suo nome. Il termine improprio "Diego" potrebbe essere stato creato involontariamente dagli inglesi, che all'epoca copiavano le mappe portoghesi.
La prima mappa che identifica e nomina "Los Chagos" è quella di Pierre Desceliers, anche se Diego Garcia non viene nominata.
La prima mappa a delineare l'isola con il suo nome attuale, Diego Garcia, è la mappa del mondo di Edward Wright. La Nova Totius Terrarum Orbis Geographica di Hendrik Hondius ripete l'uso del nome da parte di Wright, che è poi proliferato su tutte le successive mappe olandesi del periodo, fino ai giorni nostri.

### Insediamento
Diego Garcia e il resto delle isole Chagos rimasero disabitate fino alla fine del XVIII secolo. Nel 1778, il governatore francese di Mauritius concesse a Monsieur Dupuit de la Faye l'isola di Diego Garcia, ed esistono prove di visite temporanee francesi per raccogliere noci di cocco e pesce. Diversi francesi abbandonarono Diego Garcia quando la Compagnia britannica delle Indie Orientali tentò di stabilirvi un insediamento nell'aprile 1786. Le provviste dei 275 coloni furono esaurite dai 250 sopravvissuti al naufragio della nave britannica Atlas a maggio, e la colonia fu abbandonata in ottobre. Dopo la partenza degli inglesi, la colonia francese di Mauritius iniziò ad abbandonare i lebbrosi sull'isola e nel 1793 i francesi stabilirono una piantagione di cocco utilizzando il lavoro schiavile; esportavano anche corde di cocco, e cetrioli di mare come prelibatezza dell'Estremo Oriente.
Diego Garcia divenne una colonia del Regno Unito dopo le guerre napoleoniche come parte del trattato di Parigi (1814), e dal 1814 al 1965 fu amministrata da Mauritius. Le piantagioni principali erano a East Point, l'insediamento principale, Minni Minni, 4,5 km a nord di East Point, e Pointe Marianne, sulla costa occidentale. Dal 1881 al 1888, l'atollo ospitò due stazioni di rifornimento di carbone per le navi a vapore che attraversavano l'Oceano Indiano. Nel 1882, la Société Huilière de Diego et de Peros, con sede a Mauritius, finanziata dai francesi, consolidò tutte le piantagioni nelle Chagos sotto il suo controllo.

### 20º Secolo
Nel 1914, l'isola fu visitata dall'incrociatore leggero tedesco SMS Emden a metà della sua crociera commerciale durante i primi mesi della prima guerra mondiale.
Nel 1942, gli inglesi aprirono la stazione RAF di Diego Garcia e fondarono un'unità avanzata di idrovolanti presso la piantagione di East Point, con personale ed equipaggiamenti da parte degli squadroni No. 205 e 240, allora di stanza a Ceylon. Sia gli aerei Catalina che quelli Sunderland volarono nel corso della seconda guerra mondiale alla ricerca di sottomarini e incursori di superficie giapponesi e tedeschi. A Cannon Point, due cannoni navali da 6 pollici furono installati da un distaccamento dei Royal Marines. Lo scopo dell'installazione era quella di proteggere la piccola base della Royal Navy e la stazione della Royal Air Force situate sull'isola da attacchi giapponesi.
All'inizio degli anni '60, il Regno Unito stava diradando la propria presenza militare dall'Oceano Indiano, escluso l'aeroporto della RAF a nord di Diego Garcia che rimase aperto fino al 1976, e consentì agli Stati Uniti di stabilire una stazione di comunicazione navale in uno dei suoi territori insulari. Gli Stati Uniti richiesero un'isola disabitata appartenente al Regno Unito per evitare difficoltà politiche con i nuovi paesi indipendenti, e alla fine il Regno Unito e gli Stati Uniti concordarono che Diego Garcia fosse un luogo adatto. Alla fine degli anni sessanta del Novecento, Diego Garcia era abitata da circa 2000 îlois (o chagossiani) che erano i discendenti dei coltivatori giunti sull'isola alla fine dell'Ottocento.
Nel novembre 1965, il Regno Unito acquistò l'arcipelago di Chagos dall'allora colonia autonoma di Mauritius per 3 milioni di sterline per creare il territorio britannico dell'Oceano Indiano, con l'intento di chiudere definitivamente le piantagioni per fornire il territorio britannico disabitato da cui gli Stati Uniti avrebbero condotto le proprie attività militari nella regione.
Nell'aprile 1966, il governo britannico acquistò l'intero patrimonio della Chagos Agalega Company per £ 600.000 e lo amministrò come un'impresa governativa e immediatamente affittò le piantagioni alla Chagos Agalega in attesa del finanziamento degli Stati Uniti per le strutture proposte, con un obiettivo provvisorio di coprire le spese amministrative del nuovo territorio. Tuttavia, le piantagioni, sia sotto la precedente proprietà privata che sotto l'amministrazione governativa, si rivelarono costantemente non redditizie a causa dell'introduzione dei nuovi oli e lubrificanti nel mercato internazionale e della creazione di vaste piantagioni di cocco nelle Indie Orientali e nelle Filippine.
Il 30 dicembre 1966 il Regno Unito, ignorando la residenza preesistente degli îlois, e le loro proprietà, concesse agli Stati Uniti d'America l'uso dell'isola a scopi militari per 50 anni, fino a dicembre 2016 seguito da un'estensione di 20 anni senza che nessuno dei due parlamenti fosse coinvolto nell'accordo. Nessun pagamento monetario è stato effettuato dagli Stati Uniti al Regno Unito come parte di questo accordo o di qualsiasi successivo emendamento. 
Tra il 1966 e il 1973, tutti gli îlois vennero deportati dalle autorità britanniche, con il supporto dei mezzi navali statunitensi, sull'isola di Mauritius. Negli anni '80 il governo britannico pagò a titolo di risarcimento più di 5 milioni di dollari, ad oltre 1.300 persone, a condizione che rinunciassero a ulteriori azioni.

### Insediamento della Marina statunitense
Per gli Stati Uniti, Diego Garcia era un territorio privilegiato per la creazione di una base militare. Secondo Stuart Barber, un civile che lavorava per la Marina degli Stati Uniti al Pentagono, Diego Garcia si trovava lontano da ogni potenziale minaccia, aveva una bassa popolazione nativa ed era priva di interesse economico. Per Barber, Diego Garcia e le altre isole acquisite avrebbero svolto un ruolo chiave nel mantenimento del dominio degli Stati Uniti. Qui Barber progettò il concetto di isola strategica, in cui gli Stati Uniti avrebbero ottenuto quante più isole meno popolate possibile per scopi militari. Secondo Barber, questo era l’unico modo per garantire la sicurezza ad una base straniera. Diego Garcia viene spesso definito "Fantasy Island" per la sua solitudine.
Sir Bruce Greatbatch, governatore delle Seychelles, ha supervisionato il trasferimento dei chagossiani dall'arcipelago. La componente chiave per ottenere Diego Garcia è stata la mancanza di popolazione nativa sull'isola. I suoi unici abitanti erano sorveglianti europei che gestivano le piantagioni di cocco per i loro proprietari terrieri assenti e lavoratori a contratto per lo più di origine africana, indiana e malese, conosciuti come chagossiani, che avevano vissuto e lavorato nelle piantagioni per diverse generazioni. Prima di istituire una base militare, il governo degli Stati Uniti fu informato dal governo britannico, proprietario dell'isola, che Diego Garcia aveva una popolazione di centinaia di abitanti. Il numero finale dei chagossiani ammontava a circa 1.000.
Indipendentemente dalle dimensioni della popolazione, i chagossiani dovettero essere trasferiti dall'isola prima che la base potesse essere costruita. Nel 1968 furono implementate le prime tattiche per ridurre la popolazione. Coloro che lasciavano l’isola, sia per vacanze che per motivi medici, non potevano tornare, e coloro che rimanevano potevano ottenere solo cibo e forniture mediche limitate. Questa tattica mirava a indurre chi restava ad andarsene "volontariamente".
Nel marzo 1971, i battaglioni di costruzione navale degli Stati Uniti arrivarono a Diego Garcia per iniziare la costruzione della stazione di comunicazione e di un aeroporto. La piantagione di Diego Garcia fu chiusa nell'ottobre di quell'anno. I lavoratori delle piantagioni e le loro famiglie furono trasferiti nelle piantagioni sugli atolli Peros Banhos e Salomon a nord-ovest. Il governo mauriziano, allora indipendente, rifiutò di accettare gli isolani senza pagamento e, nel 1974, il Regno Unito concesse al governo mauriziano ulteriori 650.000 sterline per reinsediare gli isolani.
Nel 1973 fu completata la costruzione della stazione di comunicazioni navali. All'inizio degli anni '70, le capacità militari degli Stati Uniti nella regione subirono battute d'arresto, tra cui la chiusura della postazione di ascolto della stazione aerea di Peshawar in Pakistan e della stazione di Kagnew ad Asmara nell'attuale Eritrea (all'epoca parte dell'Impero d'Etiopia) e l'aumento della presenza navale sovietica ad Aden e di una base aerea sovietica a Berbera, in Somalia, indusse gli Stati Uniti a richiedere, e il Regno Unito ad approvare, il permesso di costruire un ancoraggio della flotta e di ampliare l'aeroporto su Diego Garcia.
Dopo la caduta dello scià in Iran e la crisi degli ostaggi iraniani nel 1979-1980, l'Occidente si preoccupò di garantire il flusso di petrolio dal Golfo Persico attraverso lo stretto di Hormuz e gli Stati Uniti ricevettero il permesso per un’espansione di 400 milioni di dollari delle strutture militari su Diego Garcia costituite da due piste parallele lunghe 3.700 m, ampi piazzali di parcheggio per bombardieri pesanti, 20 nuovi ancoraggi nella laguna, un molo in acque profonde, strutture portuali per le più grandi navi militari americane e britanniche, hangar per aerei, edifici per la manutenzione, un'area di stoccaggio del carburante da 213.000 m3 e strutture di alloggio per migliaia di marinai e personale di supporto.

### 21º Secolo
Alcuni îlois e i loro discendenti lottano affinché sia riconosciuto il proprio diritto al ritorno. Nonostante fosse stato riconosciuto, nel 2000, il carattere illegale dell'espulsione degli îlois e il loro diritto in linea di principio a ritornare sull'isola, nel settembre 2003 l'Alta corte britannica ha respinto le richieste degli îlois. Nel giugno del 2004 il governo britannico ha confermato la decisione di impedire indefinitamente il ritorno degli îlois a Diego Garcia.
L'ammontare dei rimborsi versati dal governo inglese a quello di Mauritius per il trasferimento a Mauritius dei 2.000 îlois, (solo in parte accreditati agli îlois, e in parte spesi per le opere di accoglimento e insediamento) e i rimborsi versati dal governo inglese direttamente agli îlois, sono stati considerati inadeguati da alcuni îlois, e quindi sono oggetto di ulteriori ricorsi legali per vedere riconosciuta un'ulteriore indennità.
Il 23 giugno 2017, l’Assemblea Generale delle Nazioni Unite ha votato a favore del deferimento della controversia territoriale tra Mauritius e Regno Unito alla Corte Internazionale di Giustizia al fine di chiarire lo status giuridico dell’arcipelago delle Isole Chagos. La mozione è stata approvata a maggioranza con 94 voti favorevoli e 15 contrari.
Ad agosto 2018, Diego Garcia era l'unica isola abitata dell'arcipelago; la popolazione era composta da personale militare e appaltatori di supporto.
Nel febbraio 2019, la Corte internazionale di giustizia dell'Aia ha stabilito che il Regno Unito deve trasferire le isole a Mauritius poiché non erano legalmente separate da quest'ultima nel 1965. Il Ministero degli esteri britannico ha affermato che la sentenza non è giuridicamente vincolante. Il 22 maggio 2019 l'Assemblea generale delle Nazioni Unite, con delibera 73/295, ordina che il Regno Unito riconsegni l'intero arcipelago Chagos a Mauritius, compresa Diego Garcia, entro sei mesi dall'adozione della decisione. In una dichiarazione scritta, gli Stati Uniti Il governo ha affermato che né gli americani né gli inglesi hanno intenzione di interrompere l'uso della base militare di Diego Garcia. La dichiarazione afferma in una nota a piè di pagina: "Nel 2016, ci sono state discussioni tra il Regno Unito e gli Stati Uniti riguardo alla continua importanza della base comune. Nessuna delle parti ha notificato la risoluzione e l'accordo rimane in vigore fino al 2036."
Nel giugno 2020, un funzionario mauriziano ha offerto agli Stati Uniti di mantenere la propria base militare sull'isola se Mauritius fosse riuscita ad acquisire la sovranità sull'arcipelago delle Chagos.
Il 3 ottobre 2024 i governi di Gran Bretagna e Mauritius hanno annunciato di aver raggiunto un accordo per la cessione delle Isole Chagos a Mauritius. Questo accordo dovrà concretizzarsi in un trattato nel più breve tempo possibile. L'accordo prevede il mantenimento della base militare sull'atollo Diego Garcia con una concessione iniziale di 99 anni. Si prevede inoltre il ritorno dei chagossiani dalla Gran Bretagna nelle altre isole, restando comunque precluso loro il rientro a Diego Garcia.
Il 22 maggio 2025 il Regno Unito ha firmato un trattato che prevede la cessione dell'arcipelago alle Mauritius, mantenendo il controllo della base militare di Diego Garcia pagando un affitto annuo alle Mauritius.

## Amministrazione
Diego Garcia è l'unica isola abitata del Territorio britannico dell'Oceano Indiano, un territorio d'oltremare del Regno Unito, solitamente abbreviato in "BIOT". Il governo è composto da un commissario nominato dal re Carlo III. Il commissario ha sede a Londra, risiede presso l'Ufficio Esteri, Commonwealth e Sviluppo (FCDO), ed è assistito da un amministratore e da un piccolo staff.

### Amministrazione militare
L'amministrazione è rappresentata nel territorio dall'ufficiale al comando delle forze britanniche su Diego Garcia, il "rappresentante britannico". Leggi e regolamenti sono promulgati dal commissario e applicati nel BIOT dal rappresentante britannico.
Di grande preoccupazione per l'amministrazione BIOT è il rapporto con le forze militari statunitensi residenti a Diego Garcia. Un incontro annuale chiamato "The Pol-Mil Talks" (per "politico-militare") di tutti gli interessati si tiene presso il Foreign and Commonwealth Office di Londra per risolvere le questioni pertinenti. Tali risoluzioni vengono formalizzate mediante uno “scambio di lettere”.
Né gli Stati Uniti né il Regno Unito riconoscono Diego Garcia come soggetto al trattato sulla zona libera dalle armi nucleari africane, che elenca il BIOT come coperto dal trattato. Non è noto pubblicamente se sull'isola siano mai state depositate armi nucleari.

## La base militare
Nel 1966 un accordo tra Regno Unito e USA permise a questi ultimi la gestione dell'isola a scopi militari per 50 anni (fino a dicembre 2016), accordo eventualmente prorogabile fino al 2036. 

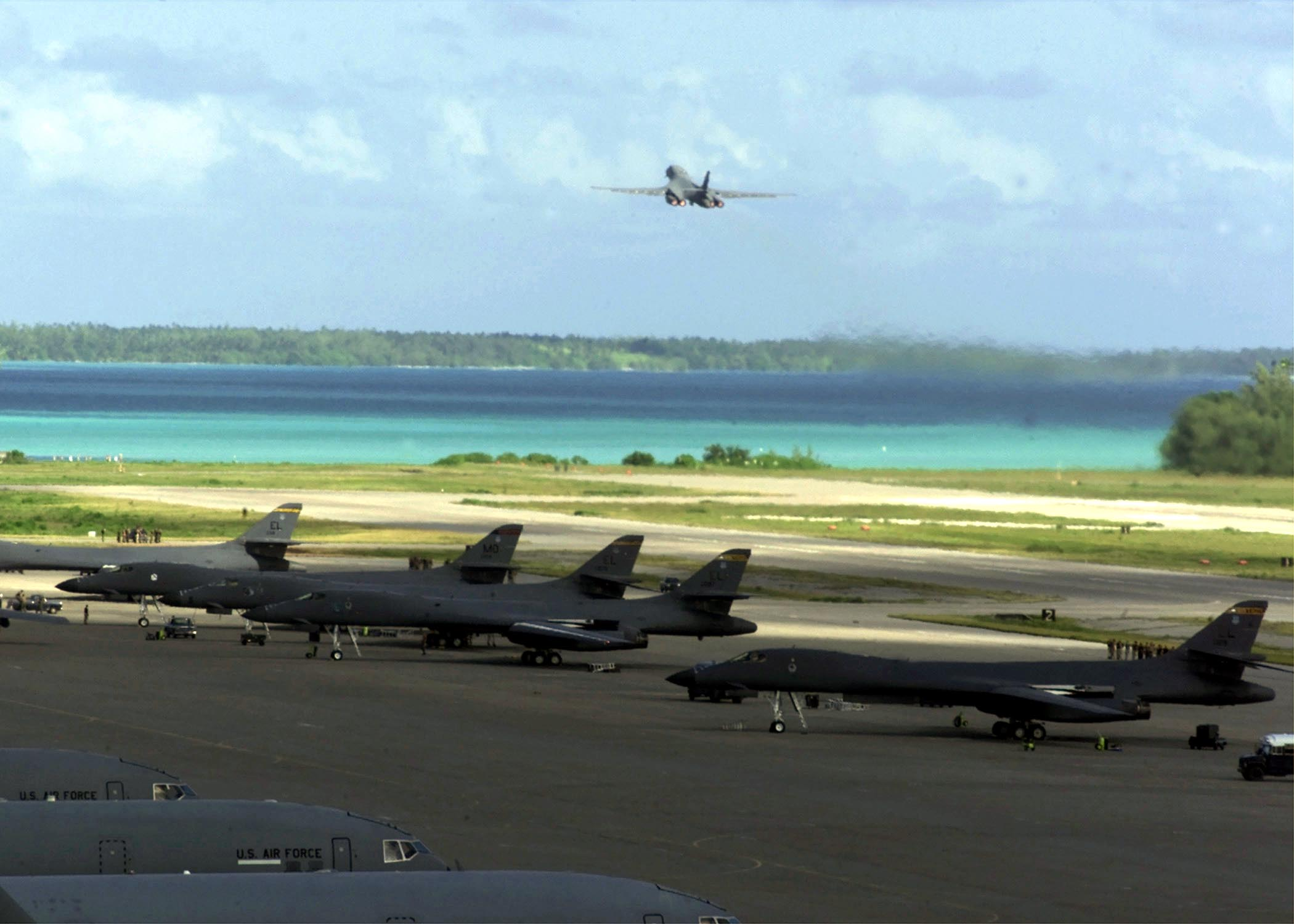
Bombardieri B-1 sulle piste di volo di Diego Garcia

Nel 1971 nell'isola fu realizzata una base navale della United States Navy. Con gli anni la struttura è diventata tra le basi più importanti delle forze statunitensi nel mondo. 
Negli anni settanta e ancora in seguito divenne un punto d'appoggio essenziale per i bombardieri diretti verso l'Asia o il Medio Oriente. Nel 1976 infatti fu edificata con la U.S. Air Force anche la base aerea.
La base è stata il punto di partenza e supporto per attacchi aerei durante la prima guerra del Golfo (1991), la guerra in Afghanistan e la guerra in Iraq del 2003.

### Installazioni
- Naval Support Facility Diego Garcia
- U.S. Air Force base
- United States pre-positioned vessels
- HF global communication station
- Naval Computer and Telecommunications Station Far East Detachment
- Naval Security Group Detachment
- U.S. Space Operations Command (SpOC)